# Armin von Gerkan
Armin von Gerkan (Subate, 30 de noviembre de 1884 - Garstedt bei Pinneberg, 22 de diciembre de 1969) fue un arqueólogo y arquitecto alemán, director del Instituto Arqueológico Alemán de Roma entre 1937 y 1944.

## Obras
- "Das Theater in Priene" (1921).
- "Die gegenwärtige Lage der Archäologischen Bauforschung in Deutschland" (1924).
- "Griechische Städteanlagen" (1924).
- "Die christlichen Anlagen unter S. Sebastiano in Rom" (1927).
- "Thermen und Palaestren", junto con Fritz Krischen (1928).
- "Der Altar des Artemistempels in Magnesia am Mäander" (1929).
- "Meereshöhen und Hafenanlagen im Altertum" (1934).
- "Die Entwicklung des großen Tempels von Baalbek" (1937).
- "K.A. Doxiadis. Raumordnung im griechischen Städtebau", 1938
- "Entstehung und Datierung des Konstantinbogen", junto con H.P. L'Orange (1939).
- "The Fortifications" (1939).
- "Zur Lage des archaischen Milets" (1940).
- "Der Stadtplan von Pompeji" (1940).
- "Die römische Curia" (1941)
- "Heilige Straßen und Brunnen" (1941).
- "Leptis Magna" (1942).
- "Das Theater von Epidauros, junto con W. Müller-Wiener (1961).